# Ye Olde Trip to Jerusalem söröző
A Ye Olde Trip to Jerusalem egy söröző az angliai Nottinghamben, amelyet az ország legrégebb ideje működő, több mint 800 éves kocsmájának tartanak. A söröző a várhegy aljánál, a sziklafalra támaszkodva áll. A külső épületből homokkőbe faragott barlangokba lehet jutni.

## Története
A nottinghami várat 1068-ban William Perverill építtette Hódító Vilmos számára. Azért esett a választás a hegyre, mert a Leen folyó elterelésével ki lehetett alakítani a várhegy védelmét, és biztosítani lehetett a vízellátást. A vár megépítése után az egyik első épület, amelyet a környéken emeltek, a sörfőzde volt. A középkorban a sörfogyasztás nem csak élvezet volt, hanem betegségmegelőzés is, mivel a főzési eljárás és az ital alkoholtartalma miatt biztonságosabb volt fogyasztása, mint a vízé. Az erjesztés állandó hőmérsékletet is igényelt, amit a homokkő falba vájt barlangok biztosítottak.
A korból nem maradtak fenn térképek, így csak feltételezni lehet, hogy az eredeti sörfőzde azon a környéken működött, ahol ma a Ye Olde Trip to Jerusalem áll. A barlangokból két, részben természetes függőleges vájat nyílik a szabadba a sziklafalon keresztül, amely valószínűleg a malátázáshoz szükséges tűz füstjét vezette el. Egy 1974-es ásatás megerősítette az elképzelést, hogy a ma is működő söröző helyén állt az egykori sörfőzde.
A sörfőzde megnyitását 1189-re teszik, bár a létesítmény első írásos említése 1618-ból származik. A ma Brewhouse Yard, vagyis Sörház Udvarként ismert terület nem tartozott a kastélyhoz. Az évszázadok alatt tulajdonosai között volt a lentoni perjeli kolostor, a Templomos Lovagrend és a Jeruzsálemi Szent János Lovagrend. A 17. század elején William Standford vásárolta meg a létesítményt, neki köszönhető a kocsma mai formája. 1894-ben George Henry Ward, becenevén Yorkey vette meg a helyet, amely 1914-es haláláig tulajdonában maradt.
A söröző épületét több, a sziklafalba vájt barlang egészíti ki. A barlangok közül van olyan is, amelyet korábban siralomháznak használtak. A rabokat odaláncolták a falhoz, a láncok nyomai ma is láthatók.

## Nevének eredete
Az első írásos emlék szerint a sörfőzde neve The Pilgrim, vagyis Zarándok volt. A Ye Olde Trip to Jerusalem név 1799-ben tűnt fel először. 1834-es eladásakor úgy hivatkoztak rá, hogy a "Ye Olde Trip to Jerusalem, a korábban Zarándokként ismert" kocsma. A név nagyjából annyit tesz, hogy az Öreg megálló Jeruzsálem felé. Az óangol ye szava a mai the névelőnek felelt meg, míg a trip olyan helyet jelentett, ahol meg lehet pihenni útközben. A Jeruzsálem arra a legendára utal, hogy Oroszlánszívű Richárd király hívására Nottingham váránál gyülekeztek a szentföldi keresztes háborúba induló lovagok.

## Kísértethistóriák
- Az elátkozott gálya – A Szikla-teremben egy gályamakett lóg a mennyezetről, amely csupa kosz, mivel senki nem meri megtisztítani egy állítólagos átok miatt. A legenda szerint az utolsó három ember, aki leporolta a makettet, rejtélyesen és váratlanul meghalt egy éven belül. Az elátkozott gálya a legnagyobb a modellek közül, amelyek a sörözőben találhatók. A hajókat tengerészektől kapták ajándékba a söröző üzemeltetői.
- Rejtélyes esetek – A Szikla-teremben a legendák szerint rejtélyes dolgok történtek, például kulcsok tűntek el, amelyek később furcsa helyeken bukkantak fel ismét. Olyan poharakról és üvegekről is tudni, amelyek akkor estek le a helyükről, amikor senki nem volt a közelükben. A felszolgálók hallották a bárból az üvegtörés hangját, de nem találták meg a szilánkokat. Néha régies parfüm levendula- vagy rózsaillata érezhető. Turisták a pincében falon átsétáló katonákat is láttak.
- Kakasviadal – A pincerendszerben korábban kialakítottak egy részt, ahol kakasviadalokat rendeztek. A tulajdonos elmondása szerint néha érezni a világításhoz használt égő faggyú szagát.[4]
- Mortimer szobája – Egy legenda szerint a kocsma összeköttetésben van a felette magasodó várral a sziklákban vezető átjárók és barlangok révén. Ezt használta ki a randevúzásra Roger Mortimer, March első grófja és Izabella, II. Eduárd felesége egy titkos szobában, amelyhez a Ye Olde Trip to Jerusalem hátsó részéből lehet eljutni. 1330-ban III. Eduárd felakasztatta a grófot.[5]